# Єврокосмічний центр
50°00′30″ пн. ш. 5°13′10″ сх. д. / 50.0083278° пн. ш. 5.21931389° сх. д.
Європейський космічний центр — це науковий музей та освітній туристичний центр, розташований у Валлонії в селі Трансінне, муніципалітет Лібін, Бельгія. Присвячений космічній науці та космонавтиці.
У центрі є симулятори космічного польоту та мікрогравітації. Це місце розміщення єдиного в Європі повномасштабного макета американського космічного човника під назвою Amicitia.

## Галерея

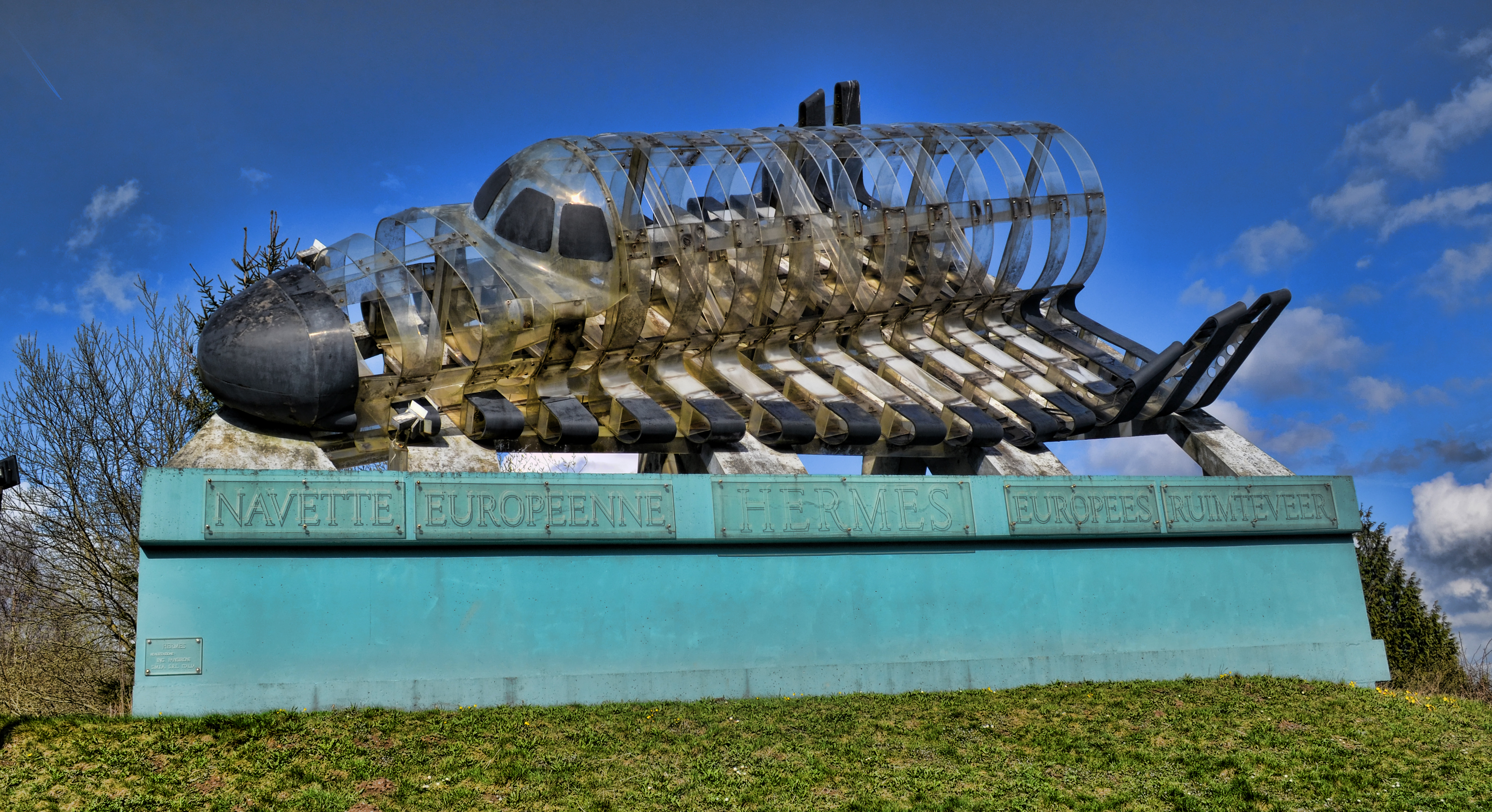
Пам'ятник у Європейському космічному центрі в Реду (Бельгія) із зображенням пропонованого човника "Гермес"
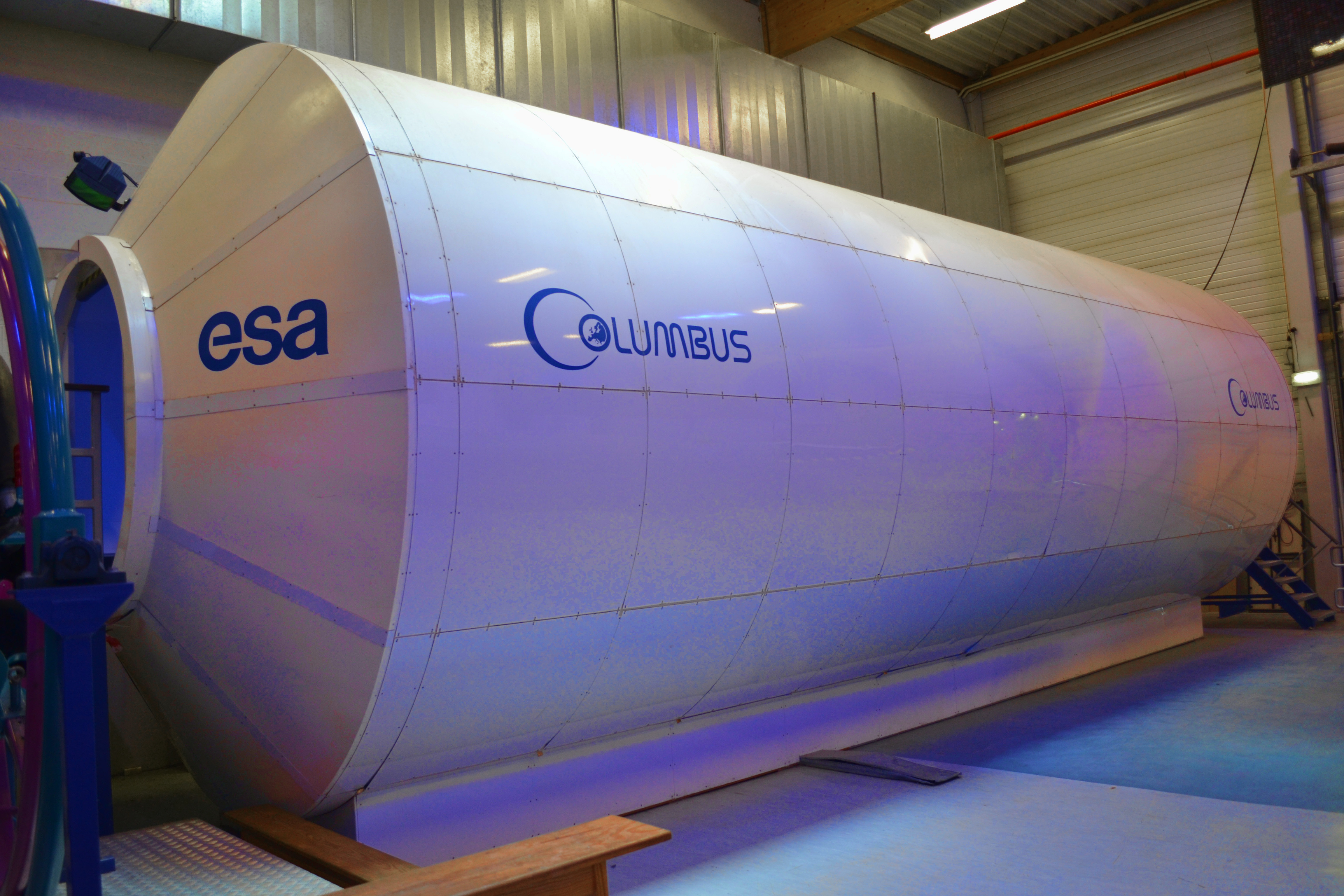
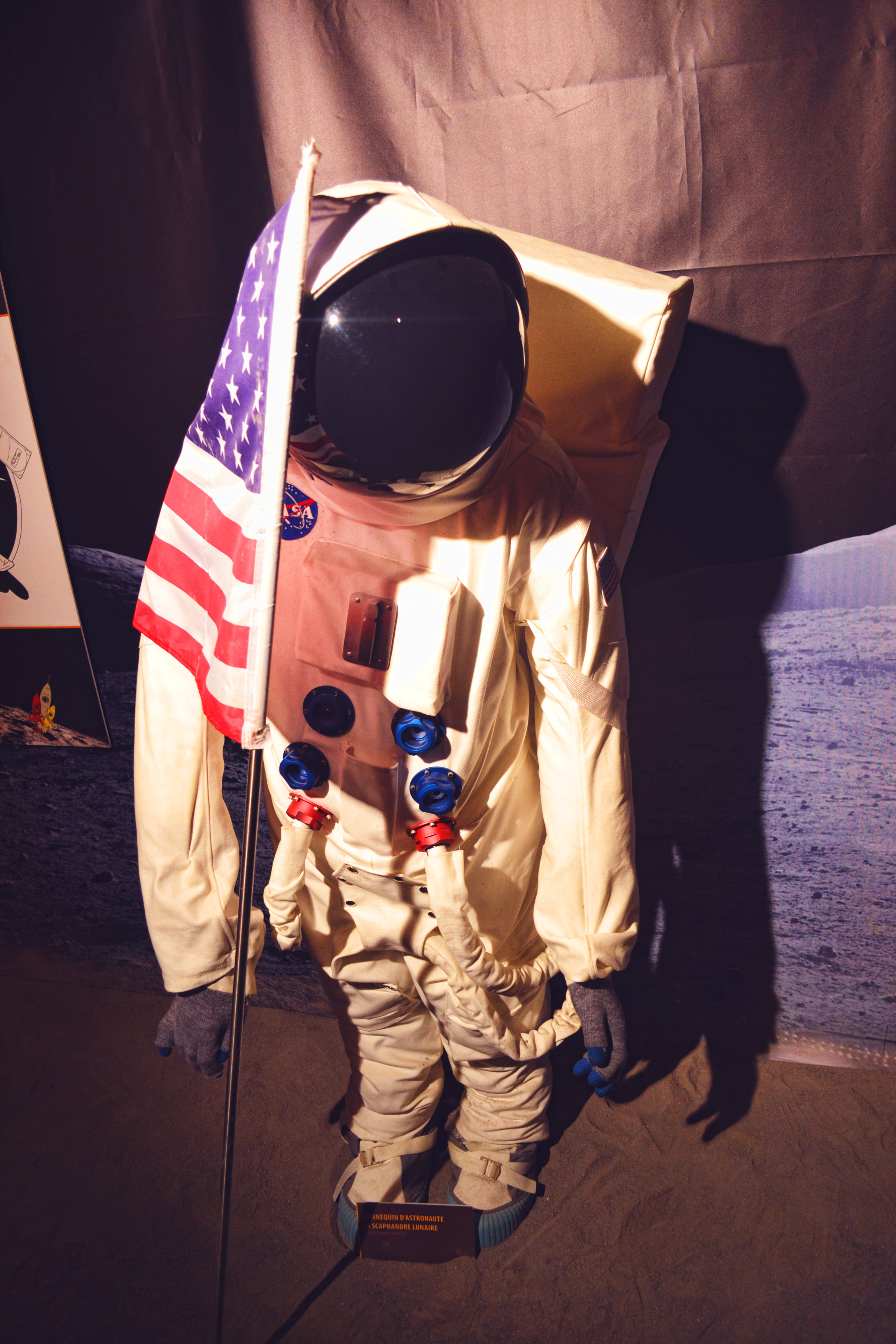
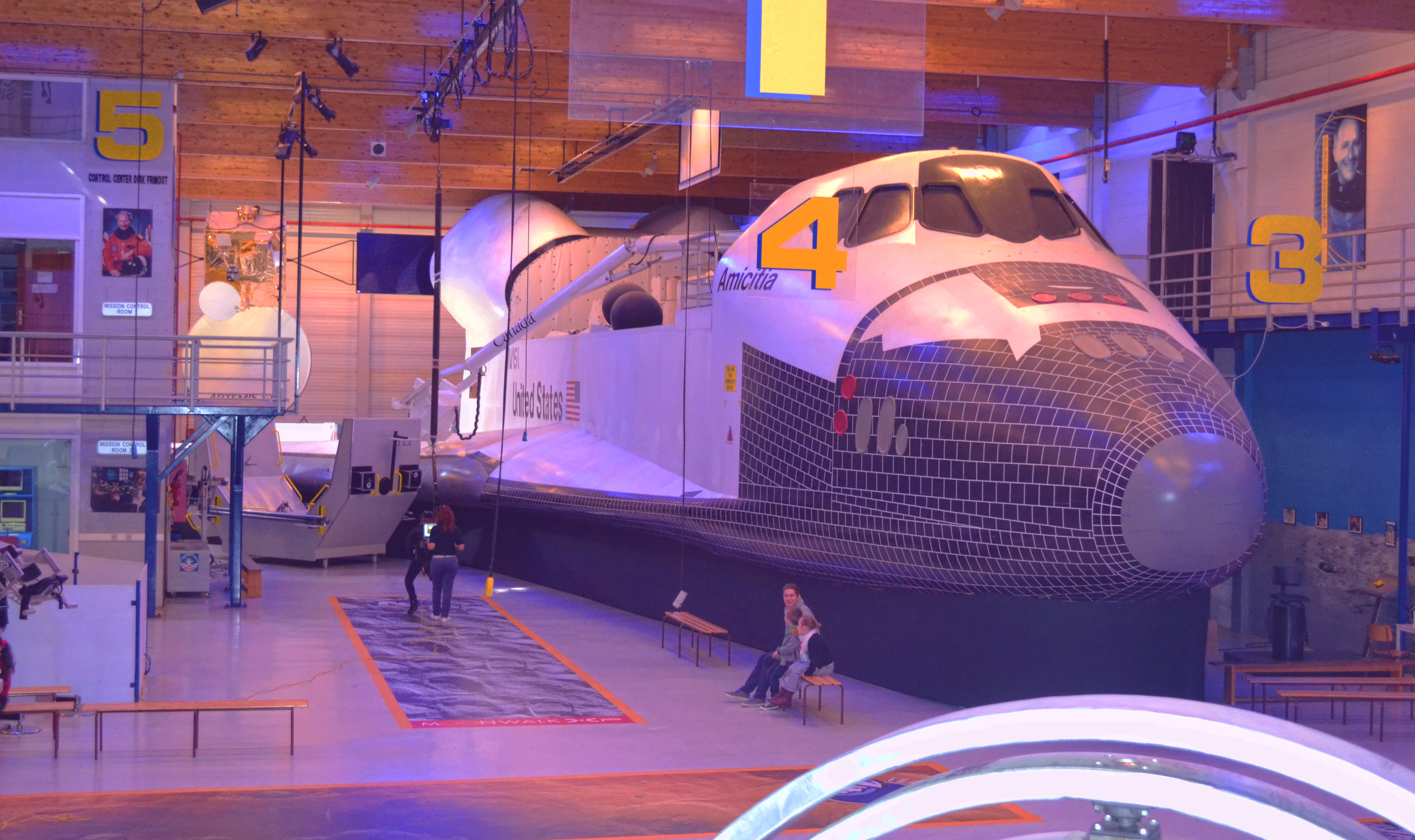
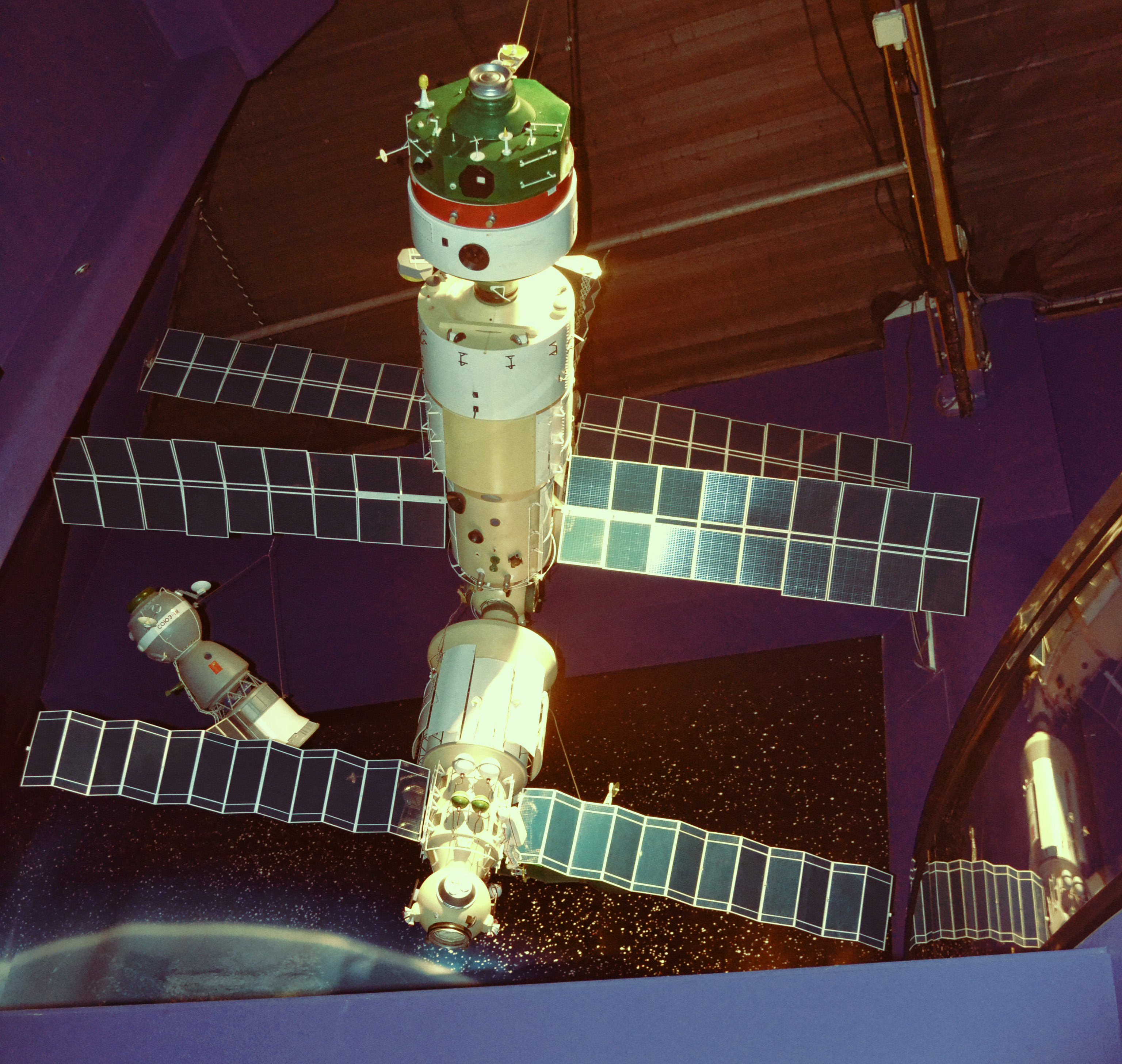
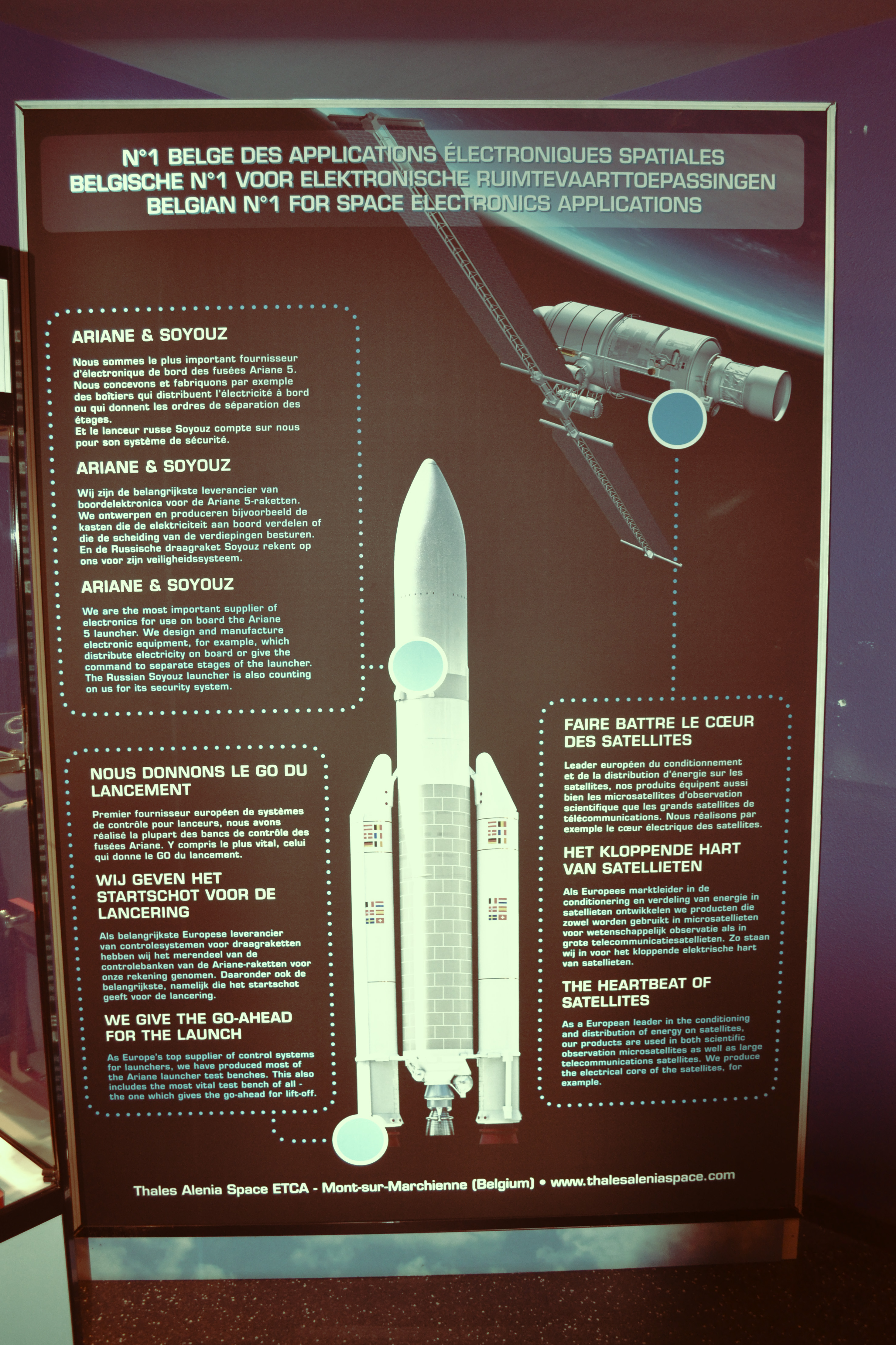
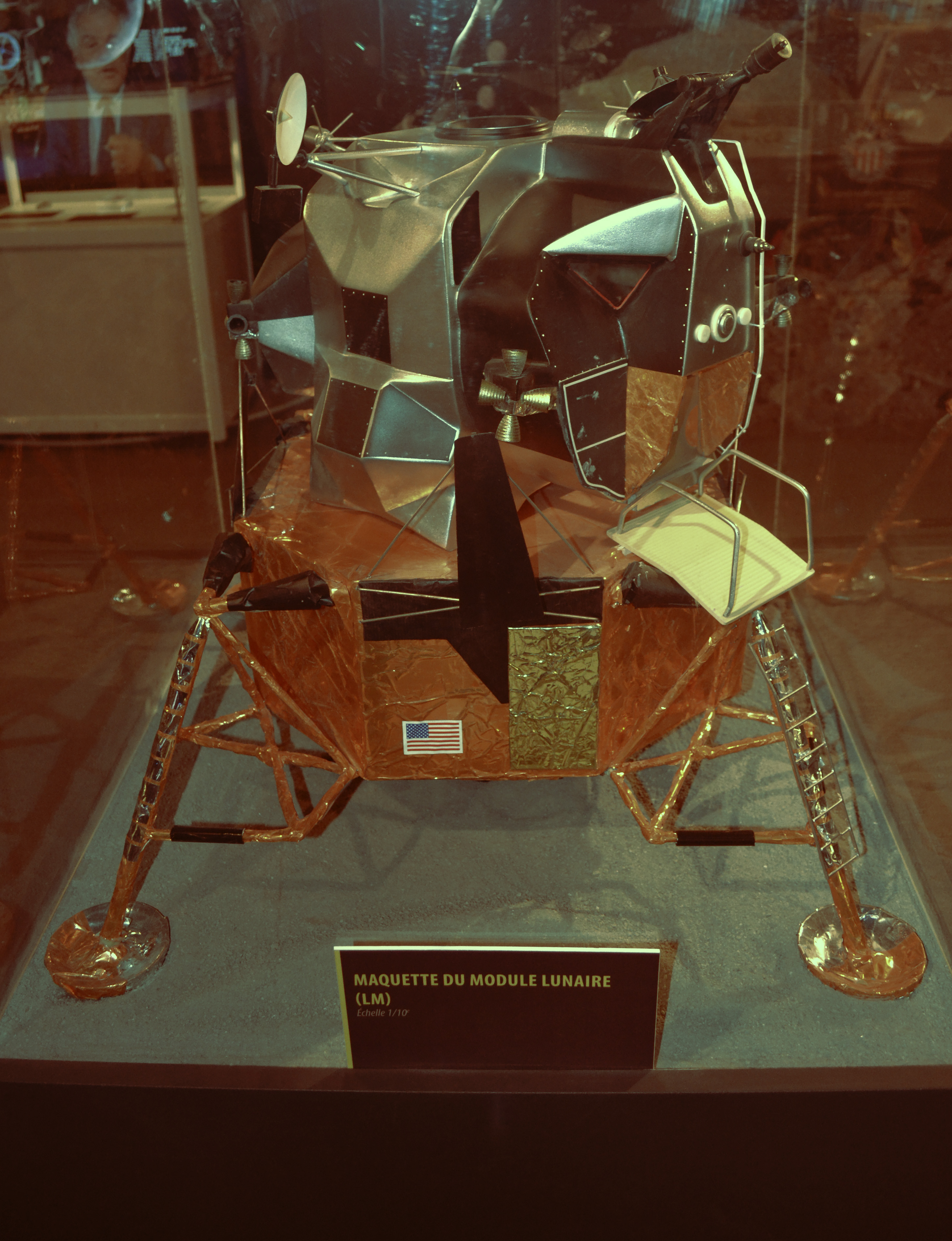
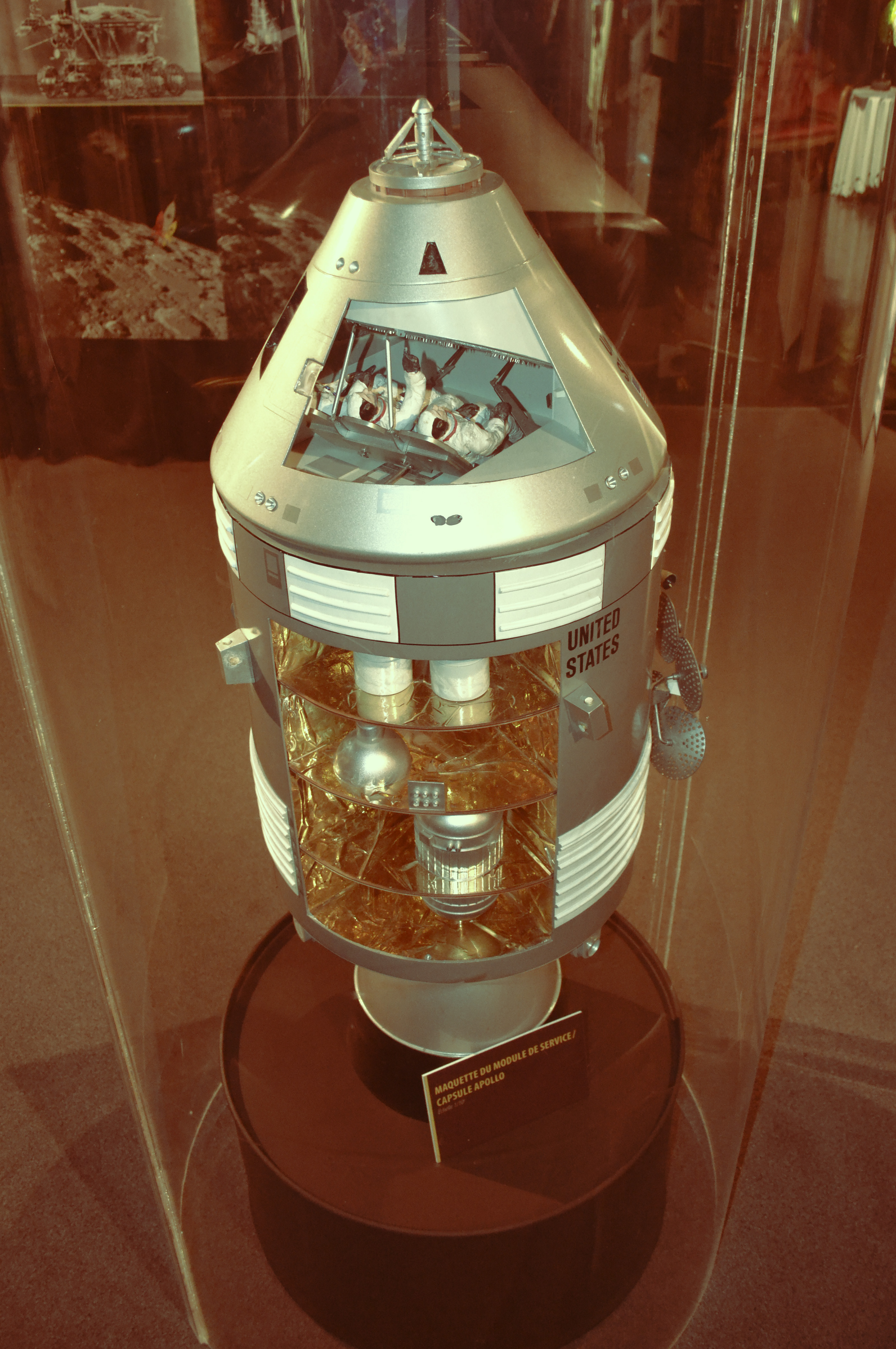